# مادلين كوو
مادلين كوو (بالإنجليزية: Madeline Cowe)‏ هي مقدمة برامج تلفزيونية أسترالية وعارضة ازياء وحاملة لقب ملكة جمال، ولدت في كيرنز في أستراليا.

## وصلات خارجية
- مادلين كوو على موقع IMDb (الإنجليزية)